# 中村是公
中村 是公 （なかむら これきみ、通稱: なかむら ぜこう；1867年12月20日—1927年3月1日）、日本明治時代政治人物、官僚 。歷任南滿洲鐵道株式會社總裁、鐵道院總裁、東京市長、及貴族院議員等職。
與作家夏目漱石友好 。官僚出身的他，性格豪放磊落。又有一個暱稱是「獨眼龍」。

## 生平

### 出生與名字
出生於安藝國佐伯郡五日市村（今廣島縣廣島市佐伯区五日市町），是家中的第五個男孩，父親是釀酒業的柴野宗八。哥哥是擔任大審院檢事官的鈴木宗言 。
本姓柴野，幼名登一（といち）。

### 從大藏省官僚到台灣總督府
就讀五日市小學校、廣島尋常中學（今廣島國泰寺高等學校）、第一高等中學校、東京帝國大學之後，於明治26年（1893年）從東帝大的法科大學畢業，畢業後進入大藏省工作 。
在擔任過秋田縣的收稅長的磨練之後，被派往台湾总督府赴任。在这里，與民政局長後藤新平一起共事。中村是公、祝辰巳、宮尾舜治等三人是後藤新平的心腹。在台灣，歷任台灣總督府事務官、臨時台灣土地調查局局長、專賣局長等職，之後被拔擢為總督府的總務局長兼財務局長。與後藤有深度的信賴關係。

## 榮譽
- 1906年（明治39年）11月26日 - 勳三等旭日中綬章 [4]
- 1927年（昭和2年）3月1日 - 帝都復興纪念章 [5]

## 脚注

### 來源
1. ↑  東 1959，第28頁
2. ↑  .   [2020-09-28]. （原始内容存档于2014-07-16）.
3. ↑  秦 2002，第376頁
4. ↑  『官報』第7024号「叙任及辞令」1906年11月27日。
5. ↑  『官報』第1499号・付録「辞令二」1931年12月28日。

## 外部連結
| 政府职务                                 | 政府职务                                            | 政府职务                               |
| ---------------------------------------- | --------------------------------------------------- | -------------------------------------- |
| 東京市役所                               |                                                     |                                        |
| 前任： 無（上一相同頭銜： 永田秀次郎）   | 市長 1924年10月8日－1926年6月8日                    | 繼任： 無（下一相同頭銜： 伊澤多喜男） |
| 內閣                                     |                                                     |                                        |
| 前任： 後藤新平                          | 鐵道院總裁 1918年4月23日－1918年9月29日             | 繼任： 床次竹二郎                      |
| 前任： 古川阪次郎                        | 鐵道院副總裁 1917年5月24日－1918年4月23日           | 繼任： 無（下一相同頭銜： 長谷川謹介） |
| 南滿洲鐵道株式會社                       |                                                     |                                        |
| 前任： 無（上一相同頭銜： 後藤新平）     | 總裁 1908年12月19日－1913年12月18日                 | 繼任： 野村龍太郎                      |
| 關東都督府                               |                                                     |                                        |
| 前任： 石塚英藏                          | 民政部民政長官 1907年4月25日－1908年5月15日         | 繼任： 白仁武                          |
| 臺灣總督府                               |                                                     |                                        |
| 前任： 祝辰巳                            | 民政部財務局長 1906年4月14日－1906年11月26日        | 繼任： 峽謙齊（代理）                  |
| 前任： 石塚英藏                          | 民政部總務局長 1905年8月2日－1906年11月26日         | 繼任： 持地六三郎（代理）              |
| 前任： 祝辰巳                            | 專賣局長 1904年7月9日－1906年4月14日                | 繼任： 宮尾舜治                        |
| 前任： 後藤新平                          | 臨時臺灣土地調查局長 1902年11月18日－1905年3月31日  | 繼任： 職位廢止                        |
| 前任： 職位創建                          | 臨時臺灣土地調查局次長 1900年9月10日－1901年7月25日 | 繼任： 祝辰巳（代理）                  |
| 議會席位                                 |                                                     |                                        |
| 貴族院                                   |                                                     |                                        |
| 議員（敕選） 1917年5月16日－1927年3月1日 |                                                     |                                        |